# Deșertul Sechura
Deșertul Sechura este un deșert de coastă situat la sud de regiunea Piura din Peru, de-a lungul coastei oceanului Pacific și spre interior până la poalele munților Anzi. Ariditatea sa extremă este cauzată de creșterea apelor reci de coastă și de subzistența atmosferică subtropicală, dar este, de asemenea, supusă inundațiilor ocazionale în anii El Niño. În 1728, orașul Sechura a fost distrus de un tsunami și ulterior a fost reconstruit pe locul unde se află acum. În 1998, inundațiile râurilor au provocat formarea unui lac temporar cu o lungime de aproximativ 145 km care umple Depresiunea Bayóvar. Râurile scurte care curg prin deșert din Anzi susțin agricultura intensivă bazată pe irigații.

## Localizare și întindere
În Peru, deșertul este descris ca o fâșie de-a lungul coastei nordice a Pacificului din Peru, în sudul regiunii Piura și la vest de Lambayeque, și se extinde de pe coastă 20 - 100 km spre interior până la crestele secundare ale munților Anzi. La capătul său nordic, în apropierea orașului Piura, deșertul Sechura trece la ecoregiunea pădurilor uscate Tumbes-Piura. Incluzând o mare parte din regiunea estică Lambayeque, acest habitat este format din păduri uscate ecuatoriale. Suprafața totală a deșertului Sechura este de circa 5.000 km².

## Istorie
Deși este un deșert, Sechura a fost supus inundațiilor râurilor și a furtunilor aduse din Oceanul Pacific. În 1728, un tsunami generat de un cutremur a inundat interiorul, distrugând orașul Sechura, situat pe atunci mai aproape de apă. Supraviețuitorii s-au mutat spre interior și au reînființat orașul acolo unde se află acum.
În anii El Niño, inundațiile apar frecvent în deșert. În 1998, scurgerea din râurile inundate s-a vărsat în deșertul Sechura de pe coastă. Acolo unde nu au existat decât deșeuri aride timp de 15 ani, dintr-o dată, a devenit cel de-al doilea cel mai mare lac din Peru: 145 km lungime, 30 km lățime și 3 metri adâncime. [1]

## Climat
Deșertul peruan are o gamă scăzută de schimbări de temperatură datorită efectului moderator al Oceanului Pacific din apropiere. Din cauza creșterii apelor de coastă reci și a atmosferei subtropicale, deșertul este unul dintre cele mai aride de pe Pământ. [2]
Vara (din decembrie până în martie) este caldă și însorită, cu temperaturi de peste 35° C în timpul zilei și temperaturi în medie de peste 24° C. În timpul iernii (din iunie până în septembrie) vremea este răcoroasă și înnorată, cu temperaturi care variază de la 16° C noaptea la 30° C în timpul zilei.